# ميشطة نهرية
ميشطة نهرية (الاسم العلمي:Anogeissus rivularis) هي نوع من النباتات يتبع جنس الميشطة من الفصيلة القمبريطية.